# 지우수드라

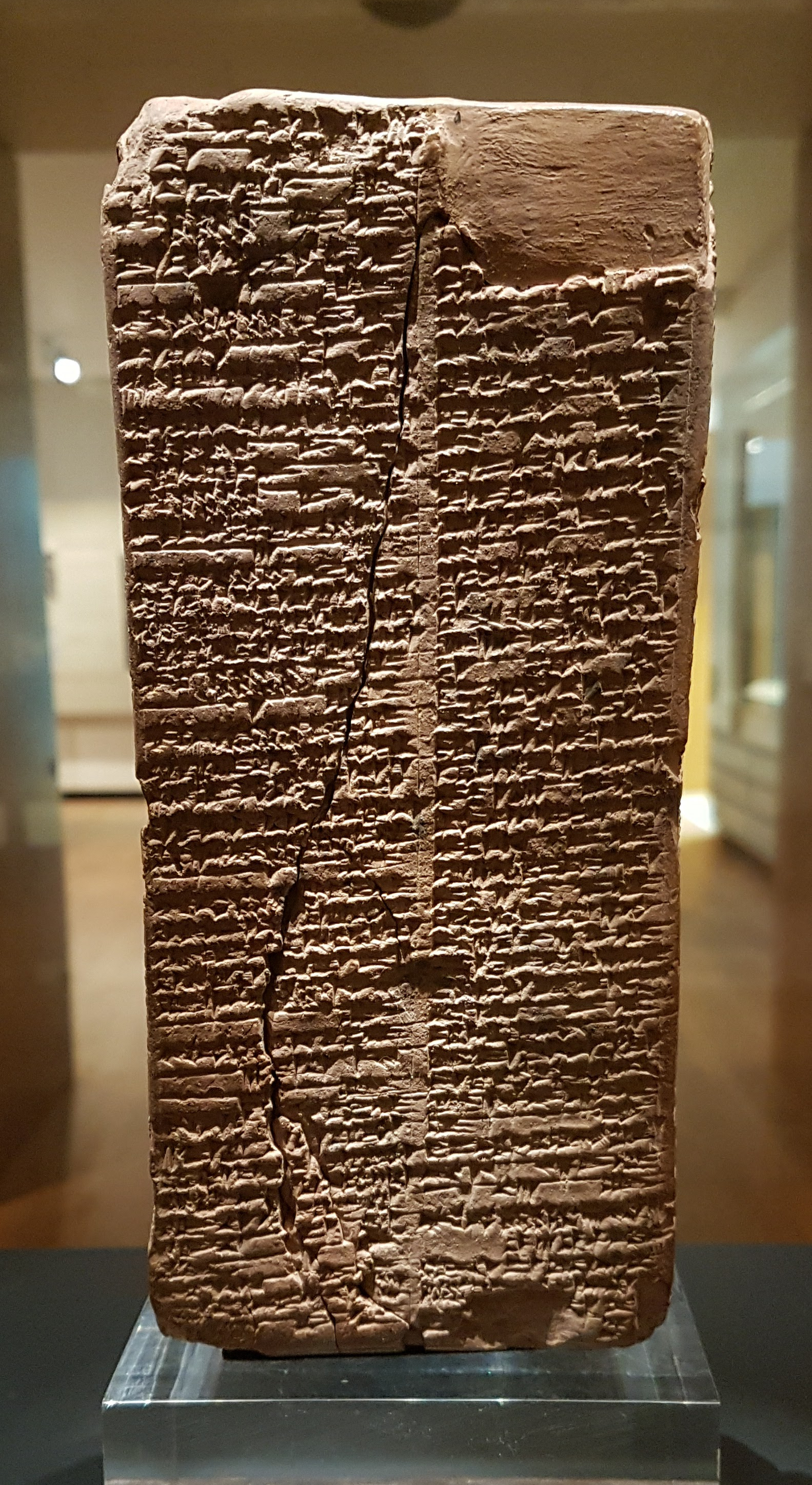
수메르 왕명표, 기원전 1800년, 이라크 라르사

지우수드라(고바빌로니아 아카드어: |𒍣𒌓𒋤𒁺 [ṣi₂-u₄-sud-ra₂], 신아시리아 아카드어: 𒍣 Sudbury, 고대 그리스어: Ξίσουθρος)는 메소포타미아 신화에 나오는 홍수 설화의 주인공이다. 슈루팍의 지우수드라는 WB-62 수메르 왕명표 개정판에 대홍수 이전 수메르의 마지막 왕으로 등재되어 있다. 그는 이후 수메르 창조신화의 영웅으로 기록되었으며, 베로수스의 저술에서는 크시수트로스로 등장한다. 비록 각각의 버전들이 다른 요소를 지녔지만 이야기는 많은 공통의 요소를 지녔다. 길가메시가 불로초를 구하기 위해 찾아간 사람이 바로 지우수드라이다. 기원전 2600년으로 거슬러 올라가는 조각으로 보존된 홍수 신화 점토판이 있으며 알려진 최고의 문헌이다.
지우수드라는 아트라하시스, 우트나피쉬팀, 성경의 노아를 포함하여 근동 홍수 신화의 주인공인 여러 신화적 인물 중 한 명이다. 각 이야기는 고유한 특징을 보여주지만, 많은 핵심 이야기 요소는 두 개, 세 개 또는 네 가지 버전 모두에 공통적이다.

## 문헌 및 고고학적 증거

### 슈루팍의 왕 지우수드라
WB-62 수메르 왕명표 개정판에서 지우수드라 또는 슈루팍의 진-수두는 대홍수 이전 수메르의 마지막 왕의 아들로 등재되어 있다. 그는 10사르(3,600년 주기) 동안 왕이자 구두그 사제로 통치한 것으로 기록되어 있지만, 이 수치는 아마도 10년의 필사 오류일 가능성이 높다. 이 버전에서 지우수드라는 10사르 동안 통치한 그의 아버지 우바라-투투로부터 통치권을 물려받았다.
지우수드라 언급 다음 줄에는 다음과 같이 쓰여 있다.
그때 홍수가 휩쓸었다. 홍수가 휩쓸고, 왕권이 하늘에서 내려온 후, 왕권은 키시에 있었다.

키시는 초기 왕조 시대에 슈루팍(현대 텔 파라), 우루크, 키시 및 기타 유적지의 퇴적층에서 고고학적으로 증명된 강의 범람 직후 번성했으며, 이들 모두는 방사성 탄소 연대 측정으로 약 기원전 2900년으로 연대가 측정되었다. 초기 왕조 1기 직전의 젬데트 나스르 시대(기원전 30세기경)의 다색 도기는 슈루팍 홍수층 바로 아래에서 발견되었다. 맥스 맬로완은 "우리는 웰드 블런델 프리즘[즉, WB-62]을 통해 홍수 당시 수메르의 노아인 지우수드라가 슈루팍 시의 왕이었으며 임박한 재난에 대한 경고를 받았다는 것을 알고 있다. 구원자로서의 그의 역할은 길가메시 서사시에서 그의 상대인 우트나피쉬팀에게 할당된 역할과 일치한다. ... 금석문과 고고학적 발견 모두 지우수드라가 잘 알려진 역사 도시의 선사 시대 통치자였으며 그 유적지가 확인되었다는 믿음을 뒷받침한다."고 썼다.
지우수드라가 슈루팍 출신의 왕이었다는 것은 길가메시 XI 태블릿에 의해 뒷받침되는데, 이 태블릿은 23행에서 우트나피쉬팀(수메르어 이름 지우수드라의 아카드어 번역)을 "슈루팍의 사람"이라는 별칭으로 언급하고 있다.

### 수메르 홍수 신화
지우수드라 이야기는 수메르어로 쓰인 단편적인 점토판 한 장에서 알려져 있으며, 그 필체로 미루어 고바빌로니아 시대(기원전 17세기)로 거슬러 올라가며, 1914년 아르노 푀벨에 의해 출판되었다. 첫 부분은 인간과 동물의 창조, 그리고 최초의 도시인 에리두, 바드-티비라, 라락, 시파르와 슈루팍의 건설에 관한 것이다. 점토판의 누락된 부분 이후, 우리는 신들이 인류를 파괴하기 위해 홍수를 보내기로 결정했다는 것을 알게 된다. 신 에아(담수 지하 바다의 주인이자 바빌로니아 신 에아의 수메르어 동등물)는 슈루팍의 통치자인 지우수드라에게 큰 배를 만들라고 경고한다. 배에 대한 지시를 묘사하는 구절도 유실되었다. 점토판이 다시 시작되면 홍수를 묘사하고 있다. 끔찍한 폭풍이 7일 동안 맹렬히 몰아쳤고, "거대한 배가 거대한 물 위에서 이리저리 흔들렸다." 그 후 우투(태양)가 나타나고 지우수드라는 창문을 열고 몸을 숙이고 황소와 양을 희생한다. 또 다른 공백 이후, 텍스트가 다시 시작되면 홍수는 분명히 끝났고, 지우수드라는 아누(하늘)와 엔릴(숨의 주인) 앞에서 몸을 숙이고 있으며, 그들은 그에게 "영원한 숨"을 주고 그를 딜문에 살게 한다. 시의 나머지 부분은 유실되었다.
지우수드라의 서사시는 다른 버전에는 없는 258-261행에 홍수 이후 "왕 지우수드라 ... 그들은 그를 해가 뜨는 곳인 쿠르 딜문에 살게 했다"는 요소를 추가한다. 수메르어 "KUR"은 모호한 단어이다. 사무엘 노아 크레이머는 "그것의 주요 의미는 '산'이며, 그것에 사용된 기호가 실제로 산을 나타내는 그림문자라는 사실로 입증된다. '산'이라는 의미에서 '외국 땅'이라는 의미가 발전했는데, 수메르와 국경을 접한 산악 국가들은 그 민족에게 끊임없는 위협이었기 때문이다. 쿠르는 또한 일반적으로 '땅'을 의미하게 되었다."고 말한다. 마지막 문장은 "건너는 산, 해가 뜨는 곳인 딜문 산"으로 번역될 수 있다.
크레이머가 기원전 2600년경으로 추정하는 슈루팍의 지침서로 알려진 수메르 문서는 이후 버전에서 지우수드라를 언급한다. 크레이머는 "지우수드라는 기원전 3천년 중반까지 문학 전통에서 존경받는 인물이 되었다."고 말했다.

### 크시수트로스
크시수트로스(그리스어: Ξίσουθρος)는 수메르의 지우수드라를 그리스화한 이름으로, 바빌론의 벨 사제였던 베로수스의 저술에서 알려져 있으며, 알렉산더 폴리히스토르는 메소포타미아에 대한 정보를 얻기 위해 그에게 크게 의존했다. 이 홍수 신화 버전의 흥미로운 특징 중에는 그리스식 해석을 통해 수메르 신 에아를 그리스 신 크로노스(제우스의 아버지)와 동일시한 것, 그리고 크시수트로스가 만든 갈대배가 적어도 베로수스 시대까지 아르메니아의 "코르키라 산맥"에 남아 있었다는 주장이 있다. 크시수트로스는 아르다테스라는 왕의 아들로 등재되어 있으며 18 사로이를 통치했다. 1 사로이(아카드어로 샤르)는 3,600년을 의미하며, 따라서 18 사로이는 64,800년으로 번역되었다.
사로이 또는 사로스는 29.5일의 222 음력 월 또는 17.93 태양년에 해당하는 18.5 음력 년으로 정의되는 점성술 용어이다.

### 기타 출처
지우수드라는 길가메시의 죽음과 초기 통치자들의 시, 그리고 슈루팍의 지침서의 후기 버전을 포함한 다른 고대 문헌에서도 언급된다.

## 같이 보기
- 대홍수 신화